# Марбо, Жан-Антуан
Жан-Антуан Марбо, известный также как Антуан Марбо (фр. Jean-Antoine Marbot, МФА: [ʒɑ̃ ɑ̃twan maʁbo]; 7 декабря 1754 — 19 апреля 1800) — французский военный и политический деятель.

## Биография

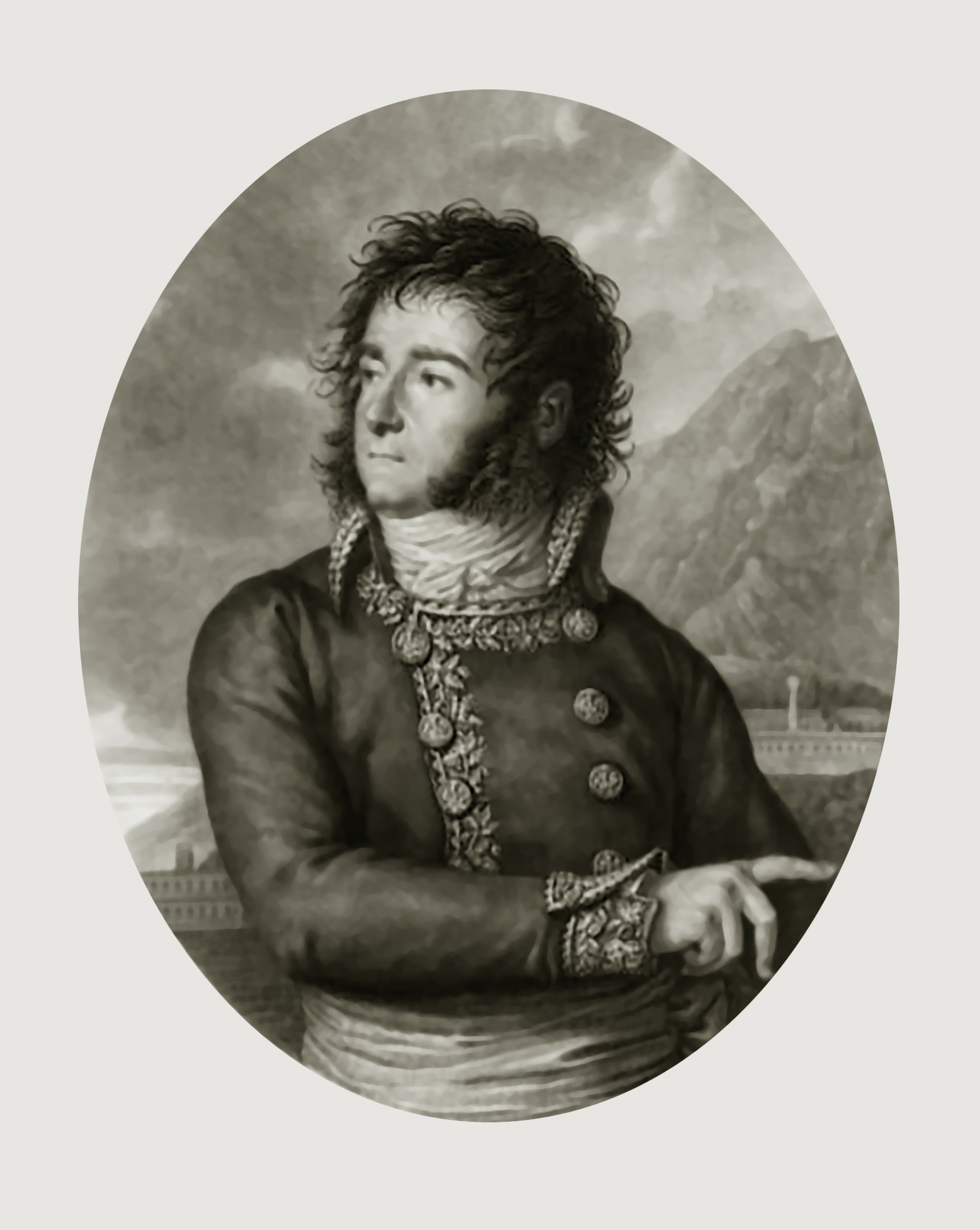
Генерал Жан-Антуан Марбо, 1795 год

Родился 7 декабря 1754 года в Альтиаке. Служил в королевской гвардии.
После Французской революции перешёл на гражданскую службу и занимал административные должности в департаменте Коррез. 3 сентября 1791 года Марбо был избран депутатом Законодательного собрания.
Вскоре Марбо перешёл на военную службу и находился в Испании, в 1794—1795 годах он состоял в армии Западных Пиренеев и был временным дивизионным генералом.
По возвращении во Францию он вновь был избран депутатом от департамента Коррез в Совет старейшин.
После переворота 18 фрюктидора Марбо возглавил военный совет в Париже. С 1799 года командовал 17-й дивизией. Вскоре он отправился в Италию, где умер 19 апреля 1800 года в самом начале осады Генуи.
Его старший сын, Адольф Марбо, был лагерным маршалом французской армии. Его младший сын, Марселлен Марбо, был генерал-лейтенантом и известным военным писателем.

## Память

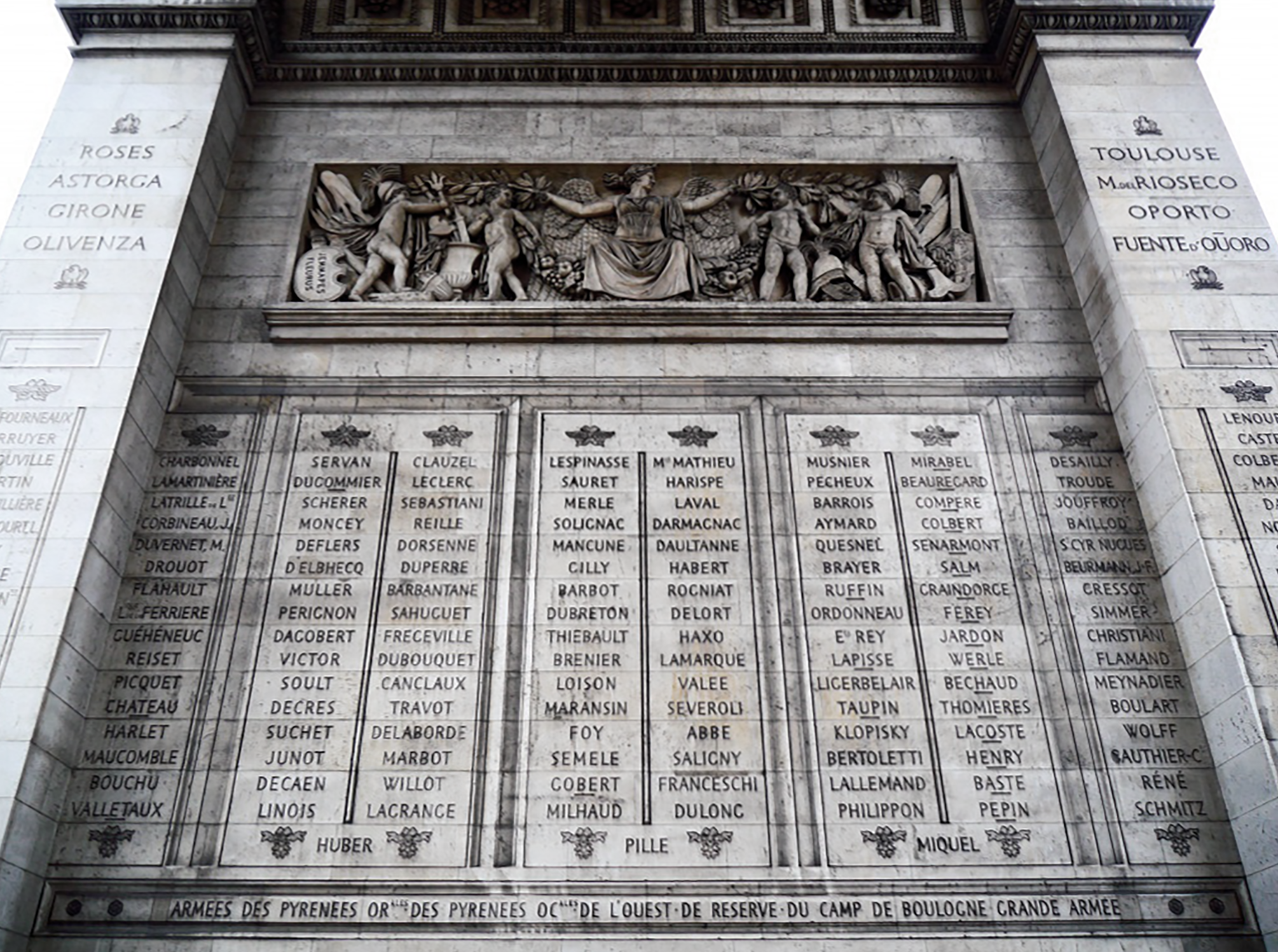
Имя генерала Марбо под Триумфальной аркой в Париже

Имя генерала Жана-Антуана Марбо вырезано под Триумфальной аркой в Париже (западная опора, столбец 34).